# Media-Concept Bürobedarf
Media-Concept Bürobedarf GmbH ist ein deutscher Online-Händler für Tinte, Toner, Tintenstrahl- und Laserdrucker im Bereich Business-to-Consumer. Mit der Gründung 2002 gehörte das Unternehmen zu den ersten, die das Internet als Verkaufsplattform für Druckerzubehör nutzten. Im Zuge der rasanten Entwicklung des E-Commerce konnte das Unternehmen den folgenden Jahren  über Deutschland hinaus im europäischen Markt expandieren bietet die Produkte heute über diverse Online-Shops in verschiedenen Ländern Europas an. Das Unternehmen erwirtschaftete 2015 einen Umsatz von 105 Mio. Euro und beschäftigt ca. 100 Mitarbeiter für die täglichen Bestell- und Versandvorgänge (Stand: September 2016). Sein Hauptsitz ist Unterhaching.

## Geschichte
Dieter Büchl und Andreas Gebauer gründeten die Media-Concept Bürobedarf GmbH 2002 in einer Garage in Oberhaching. Zu diesem Zeitpunkt gehörten sie zu den ersten Anbietern, die Tinte und Toner über das Internet verkauften. Ihr Online-Vertrieb beschränkte sich dabei zunächst auf Deutschland. Ihr erster Online-Shop www.tinte24.de wurde 2003 ins Netz gestellt. Schon ein Jahr später musste die Geschäftsfläche auf 400 m² erweitert werden, 2006 erfolgte dann der Umzug nach Hohenbrunn mit 600 m² Bürofläche und einem Lager von 2.100 m².
Ab 2008 begann Media-Concept, ins europäische Ausland zu expandieren. Die ersten Länder mit eigenen Online-Shops waren Österreich, Frankreich und Italien, 2010 folgten Spanien, Polen und die Niederlande.
Im März 2011 vollzogen die Gründer ein Management-Buy-Out: Andreas Gebauer blieb Geschäftsführer, während Dieter Büchl seine Position als Mit-Geschäftsführer an Sebastian Köhler abgab. In dieser Konstellation wurde die Expansion in Europa verstärkt vorangetrieben, so dass 2012 erneut höhere Lagerkapazitäten benötigt wurden. Weitere 2.500 m² Lagerfläche kamen hinzu.
2014 ergänzte Ulrich Seidel, der dritte der heutigen drei Geschäftsführer, die Führungsriege. Ein Jahr darauf zog die komplette Verwaltung nach Unterhaching, dem heutigen Hauptsitz des Unternehmens, und belegte dort 1.500 m² Bürofläche. Im gleichen Jahr durchbrach der Umsatz des Unternehmens erstmals die 100-Millionen-Euro-Grenze.
Mit dem anhaltenden Wachstum wurde 2016 die abermalige Erweiterung der Lagerkapazitäten notwendig. Die neuen Lagerflächen befinden sich in Augsburg und umfassen aktuell 5.500 m² inklusive Bürogebäuden (Stand: September 2016).

## Produkte
Nach Angaben des Unternehmens umfasst das Lager über 6.000 verschiedene Artikel, davon werden im Rahmen der 24-Stunden-Lieferung täglich bis zu 5.000 Pakete verschickt (Stand: September 2016).
- Toner und Tinten für die meisten gängigen Tintenstrahldrucker und Laserdrucker
- Neue und ältere Druckermodelle von HP Inc., Epson, Samsung oder Canon
- Sonstiges Verbrauchsmaterial und Zubehör für Drucker
- Büromaterial
- Hausmarke Prindo: Über das Recycling leerer Markenprodukte werden preisgünstige Alternativtinten und -toner für die Geräte der Markenhersteller angeboten.